# Tautenburg (Burg)

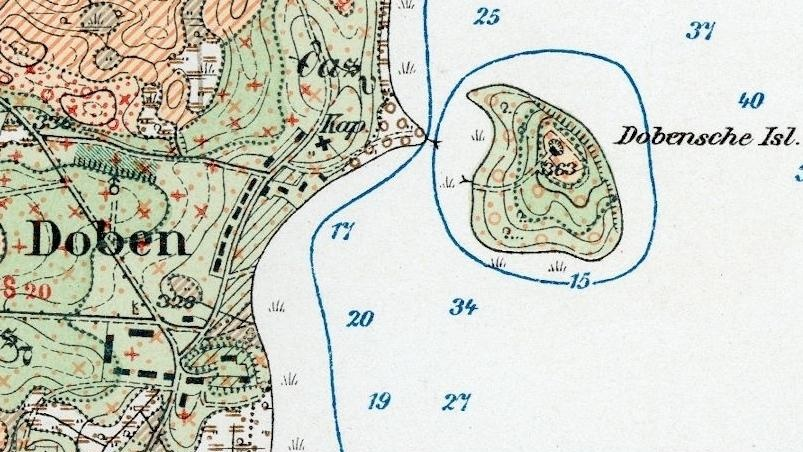
Doben und Dobensche Insel

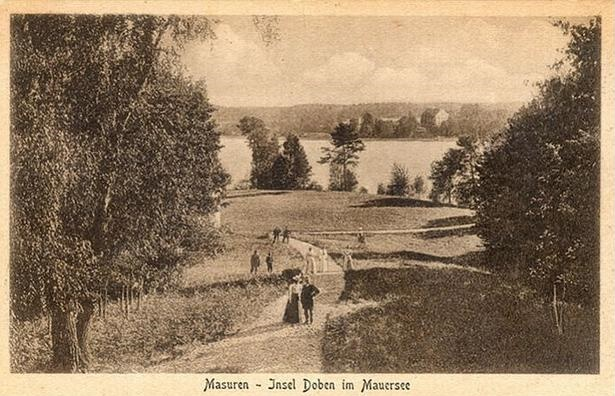
Postkarte (1900)

Die Tautenburg war eine Burg des Deutschen Ordens auf einer Insel im Mauersee. Von der Burg ist nichts erhalten. 
Vor dem Westufer des Dobenschen Sees (eines Teils vom Mauersee) in der polnischen Gmina Giżycko liegt die Dobensche Insel. 
Der heutige Name der Insel ist Gilma.
Auf ihr bauten die Prußen eine Wallanlage. Nach ihrer Eroberung durch den Deutschen Orden am Anfang des 14. Jahrhunderts entstand hier die Tautenburg in Holz-Erde-Bauweise. Später wurde der Ordenshof von der Insel auf eine Erhebung am westlichen Seeufer verlegt. Das Fideikommiss Doben mit 1353 ha Feld und Wiesen und 996 ha Wald wurde (wohl im 19. Jahrhundert) aufgelöst.
Doben und die bewaldete Insel nordöstlich des Dorfes waren schon vor dem Zweiten Weltkrieg schwer zu erreichen. In seinem Bericht über das 99. Stiftungsfest des Corps Masovia in Angerburg (1929) schreibt Hans Lippold:

„Die selten besuchbare Insel Tautenburg war erstes Ziel, ein wellenumspültes Juwel, mit einem Häuseridyll im späten Schinkelstil, mit altem Burgwall, heidnischen Fichten und Urwaldeichen.“